# 排名顺序
排名顺序是具有名义重要性的顺序层次结构，适用于个人、团体或组织。在大多数有人参与的情况下，组织和政府会在外交官在场的国家正式场合采用排名名單。从历史上看，排名名單在宫廷和贵族生活中使用更为广泛。